# The Attorney
Pour plus de détails, voir Fiche technique et Distribution.
The Attorney (hangeul : 변호인 ; RR : Byeonhoin, littéralement « Le défenseur ») est un film dramatique sud-coréen écrit et réalisé par Yang Woo-seok, sorti en 2013.
Ce long-métrage s'inspire de l'homme politique et l'ancien président de la République sud-coréenne Roh Moo-hyun (1946-2009) ayant défendu un étudiant impliqué dans l'« Affaire de Burim » à Busan en 1981,.

## Synopsis
Diplômé sans avoir appris le droit à l'Université, Song Woo-seok devient avocat spécialisé en droit fiscal à Busan. S'il exerce ce métier, ce n'est que pour l'argent. Contrairement à d'autres avocats autour de lui, il n'hésite pas à remettre sa carte de visite pour attirer ses futurs clients. Un jour, en 1981, tout change par l'apparition d'un jeune étudiant Jin-woo. Ce dernier est injustement arrêté par les autorités, puis brutalement torturé avant de passer en jugement. Song Woo-seok prend la décision de défendre ce jeune homme.

## Fiche technique
- Titre original : 변호인
- Titre international : The Attorney
- Réalisation : Yang Woo-seok
- Scénario : Yang Woo-seok et Yoon Hyeon-ho
- Décors : Ryu Seong-hui
- Costumes : Gwon Yu-jin et Im Seung-hui
- Photographie : Lee Tae-yoon
- Montage : Kim Jae-bum et Kim Sang-bum
- Musique : Jo Yeong-wook
- Production : Choi Jae-won[3]
- Société de production : Withus Films
- Société de distribution : Next Entertainment World
- Pays d'origine : Corée du Sud
- Langue officielle : coréen
- Format : couleur - 2.35 : 1 - 35 mm
- Genre : drame
- Durée : 127 minutes
- Date de sortie :
  -  Corée du Sud : 19 décembre 2013

## Distribution
- Song Kang-ho : Song Woo-seok, l'avocat des droits fiscaux
- Yim Si-wan : Jin-woo, l'étudiant
- Oh Dal-soo : Park Dong-ho, le dirigeant
- Kim Yeong-ae : Choi Soon-ae, la mère de Jin-woo
- Kwak Do-won : Cha Dong-yeong, le policier
- Song Yeong-chang : le juge
- Jeong Won-joong : Kim Sang-pil
- Jo Min-ki : Kang Geom-sa
- Lee Hang-na : Soo-kyeong
- Lee Sung-min : Lee Yoon-taek, le journaliste
- Kim Hye-ji : Mi Seu-moon

## Production

### Développement
Connu pour avoir écrit le « webtoon » Steel Rain, le réalisateur Yang Woo-seok se penche sur le scénario provisoirement intitulé The Counsel pour son premier long-métrage avant de changer de titre en The Attorney. Il s'inspire de l'ancien président de la République sud-coréenne Roh Moo-hyun. « Le film n'est cependant pas basé sur l'histoire de sa vie », précise Choi Jae-won, le producteur de Withus Film.

### Attribution des rôles
La distribution Next Entertainment World annonce en janvier 2013 que l'acteur Song Kang-ho est choisi pour interpréter le personnage principal de Song Woo-seok, l'avocat des droits de l'homme qui défendra dans le film le jeune étudiant Jin-won. Ce dernier personnage est interprété par l'acteur Si Wan est engagé au début de février 2013, après avoir passé plusieurs essais.
Arrivent par la suite Kwak Do-won qui endosse le rôle d'un policier charismatique et Oh Dal-soo dans un second rôle

### Tournage
Le tournage commence en mars 2013 à Busan.

## Accueil

### Sortie nationale
The Attorney sort le  19 décembre 2013 en Corée du Sud. Après sa projection aux grands écrans dans le week-end d'entre le 29 décembre et le 1er décembre 2013, il dénombre 3 611 entrées cumulant déjà 3 937 entrées. Next Entertainment World affirme le lendemain que « l'avant-première du film est un succès, c'est pour cette raison que nous avons décidé de le sortir un jour plus tôt que prévu ».
Le film suscite la colère de la présidente sud-coréenne Park Geun-hye, qui n'appréciait pas la « tonalité progressiste » du film. Elle tente d'obtenir le renvoi des responsables du projet via des pressions sur la société de production.

### Box-office
| Pays ou région | Box-office         | Date d'arrêt du box-office | Nombre de semaines |
| -------------- | ------------------ | -------------------------- | ------------------ |
| Corée du Sud   | 11 372 092 entrées | 2 mars 2014                | 13                 |

Il attire 1 200 000 spectateurs en quatre jours depuis sa sortie nationale, avec une part de marché étant de 42,5 % se plaçant devant Le Hobbit : La Désolation de Smaug (The Desolation of Smaug) de Peter Jackson avec 13,9 % et Il était temps (About Time) de Richard Curtis, 13,3 %.
Le 20 janvier 2014, il dépasse 10 000 000 entrées en sept semaines. Il est alors le neuvième film à succès de tous les temps en Corée du Sud, se plaçant au-dessus de Snowpiercer, le Transperceneige (설국열차) de Bong Joon-ho et Gwansang (관상) de Han Jae-rim dans la liste des dix meilleurs films de tous les temps.

## Distinctions

### Récompenses
- Grand Bell Awards 2014 :
  - Meilleure actrice dans un second rôle pour Kim Yeong-ae
  - Meilleur réalisateur débutant pour Yang Woo-seok
  - Meilleur scénario pour Yang Woo-seok et Yoon Hyeon-ho
  - Meilleure popularité pour Si Wan